# Анастасіос Гавріліс
Анастасіос Гавріліс (1952) — грецький яхтсмен.
Бронзовий призер Олімпійських Ігор 1980 року в класі Солінґ.